# 首都医科大学附属北京安贞医院
39°58′18″N 116°23′50″E / 39.971532°N 116.397096°E
首都医科大学附属北京安贞医院是一家以治疗心肺血管疾病为重点的三级甲等综合性医院，是首都医科大学第六临床医学院。目前医院位于朝阳区，主体院区将迁至北京城市副中心。

## 历史
安贞医院“一院两所”包含北京安贞医院、北京市心肺血管疾病研究所和北京市中西医结合心肺血管疾病研究所。前两者为吴英恺院士创立，成立于1984年4月和1981年9月；后者成立于2014年。
1981年9月2日，北京市心肺血管医疗研究中心（简称心肺中心）在北京朝阳医院正式成立，吴英恺院士主持成立大会。1983年6月北京市心肺血管医疗研究中心迁至北京结核病医院，并筹建北京安贞医院。1984年4月14日北京安贞医院正式成立，总床位数428张，与北京心肺血管医疗研究中心为一个医疗、科研联合体。1988年4月16日北京安贞医院成为首都医学院教学医院。1991年成为首都医学院附属北京安贞医院。

## 安贞院区
安贞院区位于朝阳区安贞路2号，占地面积7.65万平方米，住院编制床位1,500张。主体院区将迁至北京城市副中心后，该院区床位将缩减至500张。

## 通州院区

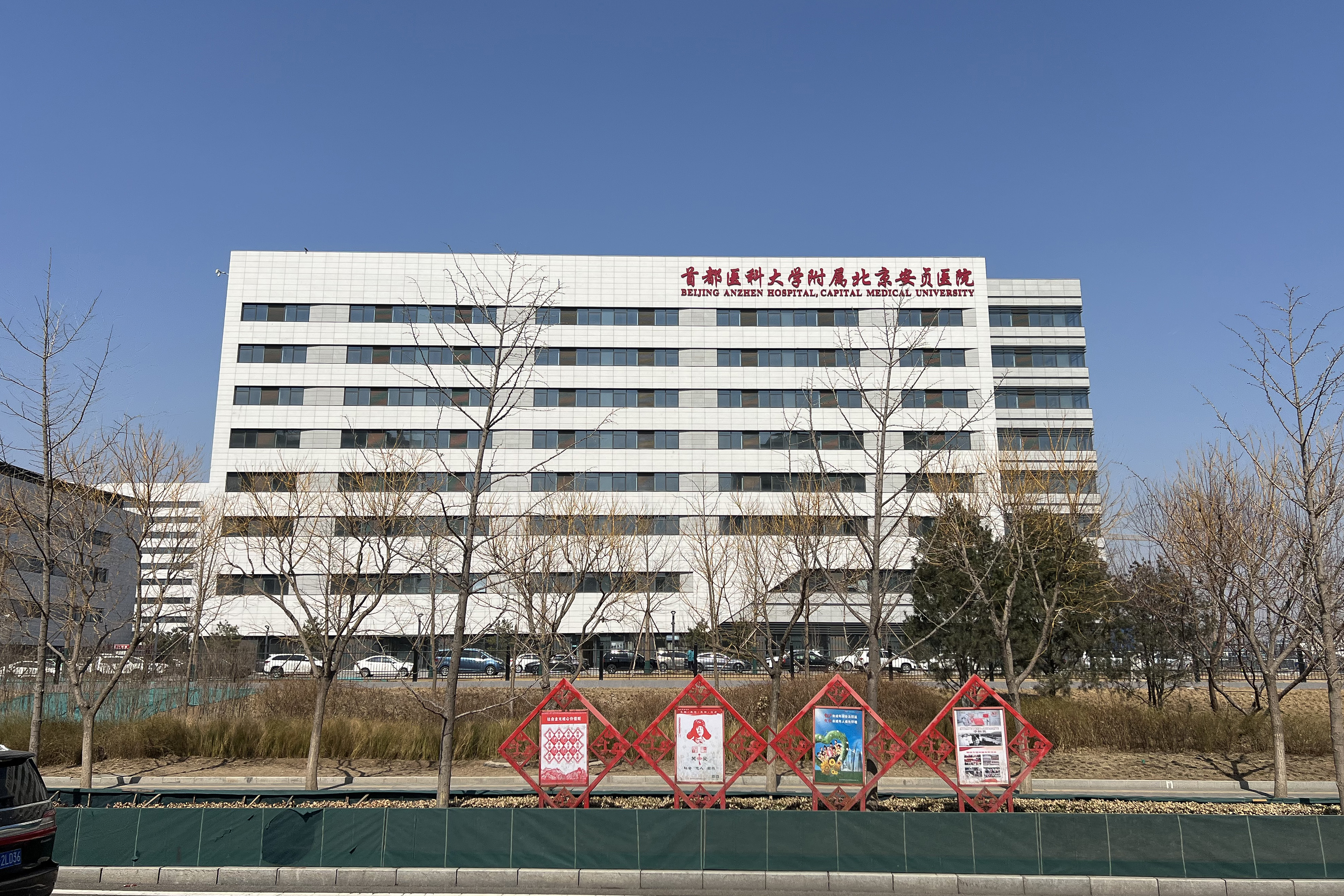
安贞医院通州院区（2024年3月摄）

2024年10月19日开诊的通州院区位于宋庄镇，总用地462亩，总建筑面积37万平方米，其中地下2层，地上9层。地上257600平方米，地下112400平方米，建成后成为北京市单体面积最大的医院院区。该院区由医疗综合楼、实验室、科研楼、教学楼等多栋建筑组成，楼与楼之间有大面积的景观绿化。通州院区将成为医院的主体院区。

## 科室[4]

### 临床科室
- 成人心脏外科医学中心
- 小儿心脏中心
- 心脏外科危重症中心
- 麻醉中心
- 血管外科中心
- 胸外科
- 普外科
- 神经外科
- 泌尿外科
- 妇产科
- 骨科
- 眼科
- 耳鼻咽喉头颈外科
- 口腔科
- 整形美容和激光医学科
- 综合外科监护室(SICU)
- 心脏内科医学中心
- 急诊危重症中心
- 干部保健科
- 特需医疗科
- 呼吸内科
- 神经内科
- 神经介入科
- 消化内科
- 内分泌代谢科
- 血液科
- 肾内科
- 风湿免疫科
- 中医理疗科
- 皮肤性病科
- 儿科
- 全科医疗科
- 临床营养科
- 精神心理科
- 感染科
- 健康体检中心
- 动脉硬化门诊
- 安贞医院第二门诊部
- 门诊换药室
- 胃镜中心
- 睡眠医学中心

### 医技科室
- 医学影像科
- 介入超声科
- 心脏超声医学中心
- 综合超声科
- 介入诊疗科
- 病理科
- 核医学科
- 检验科
- 输血科
- 病案室
- 药事部

### 职能科室
- 院长办公室
- 党委办公室
- 人力资源部
- 安全保卫部
- 医务部
- 门诊部
- 医疗保险管理办公室
- 社会工作部
- 干部保健办公室
- 护理部
- 教育处
- 科技处
- 总务处
- 基建处
- 物资采购中心
- 医学工程处
- 财务处
- 物价处
- 审计处
- 绩效与学科管理办公室
- 医院感染管理办公室
- 疾病控制与社区工作处
- 离退休干部管理办公室
- 纪检监察办公室
- 信息中心
- 国际合作办公室
- 宣传中心
- 计划生育办公室
- 吴英恺基金会
- 医院等级评审办公室
- 院史编写与院庆筹备办公室
- 三期工程筹备办公室
- 安贞健康医疗产业部
- 工会
- 团委
- 医疗事业发展部

### 研究所
- 北京市心肺血管疾病研究所
- 国家临床重点专科
- 国家医学重点学科
- 国家国际心血管疾病研究科技合作基地
- 国家卫计委医生规范化培训基地
- 教育部心血管重塑相关疾病重点实验室
- 国家心血管疾病临床医学研究中心
- 教育部心血管诊疗技术与器械工程研究中心